# Sphenomerus brunneus
Sphenomerus brunneus – gatunek chrząszcza z rodziny sprężykowatych.
Owad osiąga długość 14 mm.
Jest to ciemnobrązowy, czerwonawy chrząszcz o ciemniejszym przedpleczu, w miarę długim i w miarę gęstym owłosieniu o żółtawej barwie.
Cechuje się on łódkowatym, wypukłym, spłaszczonym pośrodkowo na przedzie czołem, którego długość nie dorównuje szerokości. Jego przedni brzeg jest wydatny. Czułki składają się z 11 segmentów, nie sięgają tylnych kątów przedplecza. 2. segment ma kształt okrągły, a 3. zaś, wydłużony w kształcie, przewyższa 4. długością. Ostatni jest cienki u koniuszka. Żuwaczki są wąskie. Górna warga także wąska, taśmowata, o długich setach. Krótkie sety tworzą penicillius. Pronotum szersze, niż dłuższe, zwężone od przodu. Przednie skrzydła wypukłe, zwężone w dystalnej ⅓. Aedagus samca jest krótki i szeroki.
Na goleniach widnieją długie ostrogi. Scutellum dłuższe, niż szersze, o zaokrąglonym tylnym brzegu przyjmuje kształt prawie pentagonalny, jest wydłużone.